# Deutscher Fernsehpreis 2008
Die zehnte Verleihung des Deutschen Fernsehpreises, moderiert von Thomas Gottschalk, fand am 11. Oktober 2008 in Köln statt und wurde einen Tag später, am Abend des 12. Oktober, im ZDF ausgestrahlt. 2008 konkurrierten in 22 Wettbewerbskategorien 79 Produktionen oder Personen um die Auszeichnung.

## Kontroverse
Marcel Reich-Ranicki sorgte für Aufsehen, als er den Ehrenpreis der Stifter in Anerkennung für seine Arbeit an der Literatursendung Das Literarische Quartett ablehnte. „Ich nehme diesen Preis nicht an. […] Ich gehöre nicht in diese Reihe“, so der damals 88-jährige Literaturkritiker, der die nominierten Serienkonzepte und Shows als „Blödsinn“ bezeichnete und die Bühne ohne die Auszeichnung verließ, nachdem ihm Moderator Thomas Gottschalk spontan eine Diskussionssendung zum Thema Fernsehen versprochen hatte. Nach Angabe seiner Frau hat er den Preis zuletzt noch mitgenommen. Am Sonntag sagte er der Nachrichtenagentur AP auf Anfrage, die Produzentin Katharina Trebitsch habe den Preis in Verwahrung genommen, er wolle ihn definitiv nicht haben. Am 17. Oktober wurde tatsächlich eine Diskussionssendung zum Thema Fernsehen mit Marcel Reich-Ranicki und Thomas Gottschalk ausgestrahlt. Der Titel lautete: „Aus gegebenem Anlass – Marcel Reich-Ranicki im Gespräch mit Thomas Gottschalk.“

## Preisträger
| Preis                                                 | Preisträger / Film / Serie                                                                       | Nominierungen |
| Bester Fernsehfilm/Mehrteiler                         | Contergan (ARD)                                                                                  | Die Frau vom Checkpoint Charlie (ARD) Die Jagd nach dem Schatz der Nibelungen (RTL) Das jüngste Gericht (RTL) Das Wunder von Berlin (ZDF)                                                                               |
| Beste Serie                                           | Doctor’s Diary (RTL)                                                                             | Dr. Psycho (ProSieben) KDD – Kriminaldauerdienst (ZDF) Mord mit Aussicht (ARD) R.I.S. – Die Sprache der Toten (Sat.1)                                                                                                   |
| Beste Dokumentation                                   | Das Schweigen der Quandts (ARD/NDR)                                                              | Ein Artikel zuviel – Anna Politkowskaja und das System Putin (3sat) Eschede, 10:59 Uhr – Zehn Jahre nach der ICE-Katastrophe (VOX)                                                                                      |
| Beste Reportage                                       | Alt sein auf Probe – Ein Neu-Rentner auf Entdeckungsreise (ARD/WDR)                              | stern TV Reportage: „Aus denen wird doch nix!“ Kinder am Rande der Gesellschaft (VOX) ARD-exclusiv: Kindersklaven (ARD/WDR)                                                                                             |
| Freie Kategorie: Beste Reality-Sendung                | Die Ausreißer – Der Weg zurück (RTL)                                                             | Deine Chance! 3 Bewerber – 1 Job (ProSieben) Teenager außer Kontrolle – Letzter Ausweg Wilder Westen (RTL) |
| Beste Informationssendung: Beste Wissenssendung       | neues (3sat)                                                                                     | Quarks & Co (WDR) Welt der Wunder (RTL 2) |
| Beste Unterhaltungssendung/Beste Show                 | Deutschland sucht den Superstar: Die Motto-Shows (RTL)                                           | Das weiß doch jedes Kind!: Das Promi-Spezial (Sat.1) Germany’s Next Topmodel (ProSieben) |
| Beste Comedy                                          | Switch Reloaded (ProSieben)                                                                      | Anke Engelke und Bastian Pastewka für Fröhliche Weihnachten (Sat.1) Mathias Richling für Scheibenwischer (ARD) Der Popolski Show (WDR)                                                                                  |
| Beste Sportsendung                                    | Olympische Spiele 2008 (Eurosport)                                                               | Fußball-Europameisterschaft 2008 (ARD) ZDF-Olympia Highlights (ZDF) Champions League Viertelfinale (Premiere/Sat.1) RTL-Boxen: Wladimir Klitschko vs. Tony Thompson (WM-Kampf im Schwergewicht vom 12. Juli 2008) (RTL) |
| Beste Regie                                           | Connie Walther für 12 heißt: Ich liebe dich (ARD)                                                | Matti Geschonneck für Duell in der Nacht (ZDF) Niki Stein für Der große Tom (ARD) |
| Bestes Buch                                           | Katrin Bühlig für Bella Block: Weiße Nächte (ZDF)                                                | Frauke Hunfeld für Ein riskantes Spiel (ZDF) Daniel Nocke für Duell in der Nacht (ZDF) |
| Bester Schauspieler                                   | Mišel Matičević für Die dunkle Seite (RTL), Das Gelübde (WDR), Die Todesautomatik (ZDF)          | Benjamin Sadler für Contergan (ARD), Die Jagd nach dem Schatz der Nibelungen (RTL) Devid Striesow für 12 heißt: Ich liebe dich (ARD)                                                                                    |
| Beste Schauspielerin                                  | Veronica Ferres für Die Frau vom Checkpoint Charlie (ARD)                                        | Claudia Michelsen für 12 heißt: Ich liebe dich (ARD) Katharina Wackernagel für Contergan (ARD), Mein Mörder kommt zurück (ZDF)                                                                                          |
| Bester Schauspieler Nebenrolle                        | Michael Gwisdek für Das Wunder von Berlin (ZDF)                                                  | Florian David Fitz für Doctor’s Diary (RTL) Thomas Sarbacher für Bella Block: Weiße Nächte (ZDF) |
| Beste Schauspielerin Nebenrolle                       | Silke Bodenbender für Eine folgenschwere Affäre (ZDF)                                            | Karin Baal für Hurenkinder (ARD) Ina Weisse für Duell in der Nacht (ZDF) |
| Beste Moderation Information: Bester Auslandsreporter | Maike Rudolph für ihre Berichterstattung aus Birma (ARD)                                         | Diana Zimmermann für ihre Berichterstattung aus China (ZDF) Steffen Schwarzkopf für seine Berichterstattung aus Afghanistan und Kenia (Sat.1/N24)                                                                       |
| Beste Moderation Unterhaltung: Late Night             | Ina Müller für Inas Nacht (NDR)                                                                  | Daniel Hartwich für Achtung! Hartwich (RTL) Jörg Thadeusz für Thadeusz (RBB) |
| Beste Kamera                                          | Alexander Fischerkoesen für Die dunkle Seite (RTL) und Tarragona – Ein Paradies in Flammen (RTL) | Arthur W. Ahrweiler für Der große Tom (ARD/hr) und Die Todesautomatik (ZDF) Dietmar Koelzer für Das Wunder von Loch Ness (Sat.1)                                                                                        |
| Bester Schnitt                                        | Andrea Mertens für Das jüngste Gericht                                                           | Moune Barius für Die dunkle Seite (RTL) und Tarragona – Ein Paradies in Flammen (RTL) Philipp Stahl stellvertretend für KDD – Kriminaldauerdienst (ZDF)                                                                 |
| Beste Musik                                           | Karim Sebastian Elias für Bella Block: Weiße Nächte (ZDF) und Die Schatzinsel (ProSieben)        | Klaus Badelt für Die Jagd nach dem Schatz der Nibelungen (RTL) Christoph M. Kaiser und Julian Maas für KDD – Kriminaldauerdienst (ZDF)                                                                                  |
| Beste Ausstattung (Szenen- und Kostümbild)            | Matthias Kammermeier und Ulrike Schütte für Tarragona – Ein Paradies in Flammen (RTL)            | Florian Reichmann und Birgit Hutter für Das jüngste Gericht (RTL) Thomas Stammer und Esther Walz für Die Schatzinsel (ProSieben)                                                                                        |
| Freie Kategorie: Beste Visuelle Effekte               | Michael Coldewey und Simone Kraus für Das Wunder von Loch Ness (Sat.1)                           | Denis Behnke für Die Jagd nach dem Schatz der Nibelungen (RTL) Christian Riebe und Christian Pokorny für Tarragona – Ein Paradies in Flammen (RTL)                                                                      |
| Ehrenpreis der Stifter                                | Marcel Reich-Ranicki für Das Literarische Quartett (ZDF), von diesem abgelehnt.                  | |
| Förderpreis                                           | Wolf-Niklas Schykowski für Der große Tom (ARD) Eva Müller für Die Hartz IV-Schule (ARD)          | |